# Arachis glabrata
Arachis glabrata es una especie de planta floral del género Arachis, categorizada en la tribu Dalbergieae, de la subfamilia Faboideae.

## Distribución
Especie nativa de América del Sur: Argentina, Bolivia, Brasil y Paraguay. Crece en el bioma subtropical.

## Taxonomía
Fue descrita por Benth.
Tratamiento taxonómico
La especie aparece registrada y publicada en Transactions of the Linnean Society of London 18: 159 (1839).